# Oui, oui, oui, oui
Az Oui, oui, oui, oui (magyarul: Igen, igen, igen, igen) volt az a dal, amely Franciaországot képviselte az 1959-es Eurovíziós Dalfesztiválon. A dalt Jean Phillipe adta elő francia nyelven.
A dal a francia nemzeti döntőn nyerte el az indulás jogát, melyen fellépési sorrendben elsőként adták elő. A dalfesztiválon a harmadik helyezést érte el.
A következő francia induló Jacqueline Boyer Tom Pillibi című dala volt az 1960-as Eurovíziós Dalfesztiválon. 